# Jochanan Plesner
Jochanan Plesner (hebrejsky: יוחנן פלסנר) je izraelský politik a bývalý poslanec Knesetu za stranu Kadima.

## Biografie
Narodil se 17. ledna 1972 ve Velké Británii, pak přesídlil do Izraele. Vysokoškolské vzdělání bakalářského typu získal v oboru ekonomie na Hebrejské univerzitě. Magisterský titul z ekonomie a bezpečnostních studií obdržel na Kennedy School of Government při Harvardově univerzitě. Žije ve městě Hod ha-Šaron, je svobodný, má dvě děti. Hovoří hebrejsky a anglicky. Sloužil v  izraelské armádě v letech 1989–1994, kde působil v elitní jednotce Sajeret Matkal.

## Politická dráha
Strávil několik let prací pro soukromý sektor, zejména ve finančních ústavech ve Velké Británii. Spoluzakládal softwarovou firmu.
Do Knesetu nastoupil po volbách roku 2006, a to za stranu Kadima. Do parlamentu nastoupil v září 2007 jako náhradník. Mandát za Kadimu obhájil i ve volbách roku 2009. Ve funkčním období 2007–2009 působil jako člen parlamentního výboru pro kontrolu státu, podvýboru pro vnitřní bezpečnost, výboru pro vnitřní záležitosti a životní prostředí, výboru pro vědu a technologie, výboru pro otázky zahraničních dělníků, petičního výboru a výboru pro práva dětí. Od roku 2009 v Knesetu zastává posty ve výboru pro ústavu, právo a spravedlnost a ve výboru pro zahraniční záležitosti a obranu.
Je generálním tajemníkem strany Kadima. Za vlády premiéra Ariela Šarona působil jako předseda oddělení speciálních projektů. Působí jako osobní poradce prezidenta organizace Israeli Institute for Democracy.